# Go Sport
Pour les articles homonymes, voir Go.
Ne doit pas être confondu avec Gosport.
Go Sport est une enseigne française spécialisée dans la distribution d'articles de sport fondée en 1979 par les frères Odier et dont le siège social est situé à Sassenage près de Grenoble.
L'entreprise Go Sport est créée en 2000 par le groupe Rallye, à la suite du rapprochement des enseignes Go Sport et Courir (fondées par Léon et Lucien Odier). Dirigée depuis début 2023 par Patrick Puy, le groupe Go Sport possède les enseignes Go Sport, Go Sport Montagne, Bike+. Le groupe Go Sport était détenu par l'entreprise Hermione People & Brands (HPB), la branche distribution de la Financière immobilière bordelaise (FIB) de l'homme d'affaires Michel Ohayon. Début 2023, le groupe se voit placé en redressement judiciaire par le tribunal de commerce de Grenoble qui accepte en avril l'offre de reprise d'Intersport.

## Historique

### 1979: création de l'enseigne
L'enseigne Go Sport (pour Grenoble Olympique Sport) est créée en 1979. L'enseigne Courir est créée en 1980. Toutes les deux ont été fondées et exploitées par les frères Léon et Lucien Odier. Le premier magasin des frères Odier est ouvert au 66 Avenue d'Italie à Paris sous l’enseigne Tolbiac Sport.
En 1983, le groupe de distribution grenoblois Genty-Cathiard, qui possède les supérettes Genty et la Société Alpine de Sport, avec les enseignes Team 5 (fondée et exploitée par les frères Odier) se porte acquéreur de Go Sport, qui possède alors 11 points de vente en France. Son siège social est implanté à Sassenage, près de Grenoble.
En 1987, le distributeur réalise de nouvelles acquisitions avec les magasins Sparty que détenait Darty, la filiale sport de la Fnac (Fnac Sport), et Sport Sud (une autre enseigne créée par les frères Odier). L'enseigne Go Sport est apposée, ce qui porte le nombre de magasins à 54. Deux ans plus tard, le distributeur prend le contrôle de la société Spao, qui exploite alors des magasins de sport en périphérie des grandes villes.
En 1990, le groupe Rallye dirigé par l'homme d'affaires Jean-Charles Naouri rachète Genthy-Cathiard,. Go Sport devient ainsi une filiale de Rallye.

### 2000: création du groupe Go Sport
En 2000, Rallye crée le groupe Go Sport, pour rapprocher l'ensemble de ses enseignes sportives.

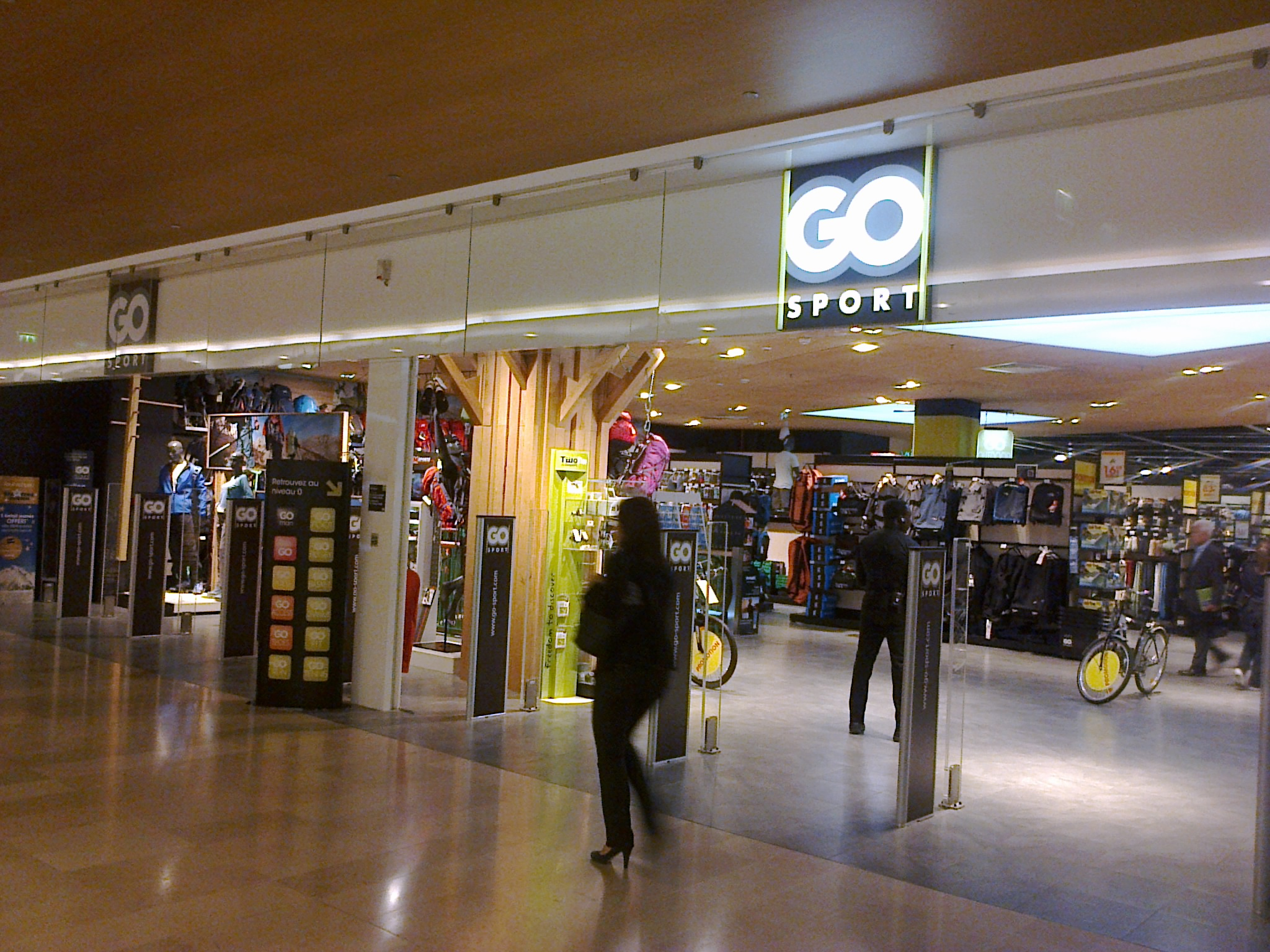
Un magasin Go Sport au centre commercial Les Quatre Temps à La Défense en 2014.

En 2014, le groupe Go Sport reprend le développement de son réseau d'enseignes et de magasins. Il se porte acquéreur de l'enseigne Twinner, qui devient la troisième enseigne du groupe. Twinner est un réseau de magasins spécialisés dans le sport extérieur et montagne. À Courir, Go Sport et Twinner, le groupe ajoute en 2015 Tool Fitness, un site marchand spécialisé dans le fitness et enfin Bike+ en 2016. Cette année-là, la plupart des magasins du réseau Twinner passent sous l'enseigne Go Sport Montagne.
En 2017, les enseignes Go Sport et Géant Casino, enseigne du groupe Casino, lui-même filiale du groupe Rallye, multiplient les rapprochements : une gamme d'alimentation de l'effort, signée Go Sport, est vendue chez Géant, tandis qu'en parallèle, un Géant Casino accueille l'enseigne de sport dans ses murs.
En octobre 2018, Rallye annonce la vente de l'enseigne Courir pour 283 millions d'euros au fonds d'investissement Equistone Partners Europe.
En proie à des difficultés financières, le groupe Rallye dépose au quatrième trimestre 2019 un mandat de vente pour l'enseigne Go Sport et sa maison-mère. En 2019, le groupe Rallye cède Go Sport Polska, la filiale polonaise du groupe Go Sport, au groupe russe de magasins de sport Sportmaster.
En février 2020, c'est Go Sport qui est confié à une société spécialisée dans le retournement d'entreprises dans l'optique d'une éventuelle cession. Elle occupe alors la troisième place du marché en France derrière Decathlon et Intersport.

### 2021: reprise par la Financière immobilière bordelaise
Le 10 février 2021, la maison-mère de Go Sport annonce être entrée en négociations exclusives avec la Financière immobilière bordelaise (FIB) pour céder l'enseigne pour un euro symbolique. La cession à Hermione People & Brands, filiale de la FIB, est finalisée en décembre de la même année et Benoît Verdier prend la direction de Go Sport début 2022[source insuffisante]. Fin 2022, Benoît Verdier quitte ses fonctions.
Entre-temps en décembre 2022, la société fait l'objet d'une alerte de la part des commissaires aux comptes et des syndicats. Le tribunal de Grenoble, saisi, accorde un nouveau délai jusqu'au 16 janvier 2023. Au cœur du problème, les finances du groupe et une éventuelle cessation de paiements.

### 2022: rachat de Gap France
En décembre 2022, Go Sport rachète Gap France à la demande de HPB, dont les deux entreprises sont des entités pour une somme entre 36 et 38 millions d'euros.
En février 2023, le parquet requiert un placement en redressement judiciaire des magasins de Gap France. Le 27 février, le tribunal de Grenoble acte la cessation de paiement de la branche française de Gap et son dépôt de bilan. Le 11 mai, le tribunal de commerce de Grenoble annonce que c'est la société Spodis, appartenant à JD Sports, qui va reprendre Gap France pour 300 000 euros, sauvegardant 214 emplois sur 336.

### 2023: reprise par Intersport
Le 3 janvier 2023, Hermione People & Brands, maison-mère de Go Sport, annonce que Patrick Puy devient le directeur général de l'enseigne sportive à compter du 4 janvier 2023 dans un contexte de dettes très importantes,,. Patrick Puy est spécialisé dans les restructurations d'entreprises. Sa mission, établie par HPB est de « poursuivre la nécessaire transformation de Go Sport ».
Le 16 janvier 2023, le tribunal de commerce de Grenoble se penche sur la situation financière du groupe Go Sport après un signalement des représentants des salariés,.
En janvier 2023, le parquet de Grenoble dévoile que le groupe Go Sport fait l'objet d'une enquête pour abus de bien social depuis le 9 novembre 2022. Répercussion de cette enquête, le 19 janvier, l'entreprise est placée en redressement judiciaire. Son passif s'élève à plus de 14 millions d'euros. L’enseigne est également placée en redressement judiciaire le 1er février.
Le 27 février, le parquet de Paris annonce reprendre l'enquête pour être menée sous l'égide de la Juridiction nationale de lutte contre la criminalité organisée (Junalco).
Le 17 avril 2023, Michel Ohayon, le propriétaire, annonce renoncer à son plan de continuation, en attente de la décision du tribunal de commerce de Grenoble. Une vingtaine de candidats se sont déclarés auprès du tribunal pour reprendre l'enseigne. Le 28 avril 2023, le tribunal de commerce de Grenoble choisit l'offre de reprise d'Intersport allié à la société qatarie Al-Mana. Cette offre valorise Go Sport à 35 millions d'euros et permet de sauvegarder 90 % des 1 631 emplois et 72 magasins,,.

## Activités
En 2018, le groupe Go Sport compte 181 magasins Go Sport, dont 29 en Pologne et plus de 40 magasins en master franchise à l’international. En 2019, Go Sport se sépare de ses magasins polonais en les revendant au groupe russe Sportmaster.

### En France
La société détient trois réseaux de magasins : 
- 124 magasins Go Sport pour la vente de vêtements, de chaussures et de matériel sportif ;
- 110 magasins Go Sport Montagne pour la vente d'articles de sport spécialisés outdoor et montagne ;
- 18 magasins Bike +.

Jusqu'en octobre 2018, la société Rallye était l'actionnaire du Groupe Go Sport, à hauteur de 98,32 % du capital.
En 2004, le chiffre d'affaires atteignait 499 M€, pour atteindre 700 M€ en 2016.
Go Sport était coté à la bourse de Paris jusqu'à son retrait le 5 novembre 2014.
En 2016, la Fédération des enseignes de sport donnait à l'enseigne une part de marché de 8 % sur le marché français contre 30 % à Decathlon et 18 % à Intersport.

### À l'international
Cette section ne s'appuie pas, ou pas assez, sur des sources secondaires ou tertiaires indépendantes du sujet. Le texte peut contenir des analyses inexactes ou inédites de sources primaires.
Pour l'améliorer, ajoutez-en, ou placez des modèles {{Source secondaire souhaitée}} ou {{Source secondaire nécessaire}} sur les passages mal sourcés. (novembre 2023)
En 2013, le groupe Go Sport comptait 28 magasins en franchise répartis au Koweït, Qatar, Émirats Arabes Unis, Oman, Syrie, Jordanie, Égypte, Maroc, Tunisie, Belgique et Roumanie[source insuffisante]'[source insuffisante].

#### Au Maroc
L'enseigne compte six magasins Go Sport franchisés au Maroc en janvier 2023, détenus par le groupe marocain Mercure International, exploitant également en franchise des magasins Courir[source insuffisante].

#### En Pologne
En 2019, le groupe Rallye cède Go Sport Polska, la filiale polonaise du groupe Go Sport, au groupe russe de magasins de sport Sportmaster.
En mai 2022, Go Sport Polska, alors propriété du groupe russe Sportmaster, est déclaré en faillite et les 25 magasins ferment leurs portes. En décembre 2022, l'enseigne britannique Sports Direct se déclare intéressée par les actifs de Go Sport Polska.

#### En Inde
En 2019, Go Sport ouvre son premier magasin en Inde, à Bangalore, en partenariat avec l'entreprise indienne Tablez, une filiale de Lulu Group International qui détient les droits de la marque Go Sport pour le marché indien.
En 2020, Go Sport India ouvre un troisième magasin à Delhi[source insuffisante].